# Idrohalite
L'idrohalite è un minerale.